# Museo di scienze naturali Sabiha Kasimati
Il Museo di scienze naturali "Sabiha Kasimati" (in albanese: Muzeu i Shkencave të Natyrës "Sabiha Kasimati") è un museo di scienze naturali situato a Tirana, capitale dell'Albania.

## Storia
Fondato nel 1948, il museo è parte dell'Università di Tirana ed è specializzato in zoologia, botanica e geologia. L'8 marzo 2018 il museo è stato intitolato alla memoria di Sabiha Kasimati (1912-1951), prima scienziata albanese che diede grandi contributi nello studio dei pesci d'acqua dolce, uccisa nel febbraio 1951 dal regime comunista in quanto accusata di far parte di un gruppo di 22 intellettuali albanesi che avevano fatto scoppiare una bomba nell'ambasciata russa a Tirana. Nel 1991 le vittime sono state riabilite dal nuovo governo e insigniti postumi della medaglia dell'Ordine dell'Onore dello Stato.

## Esposizione
Il museo è composto da sette padiglioni che raccolgono 3.000 reperti relativi alla ricca biodiversità albanese: animali (mammiferi, uccelli, rettili, anfibi, pesci, insetti e invertebrati acquatici) e piante.
L'istituzione rappresenta il più grande complesso scientifico,educativo e culturale del paese e l'unico centro di studio sulla biodiversità e sull'ambiente albanese.